# Energía nuclear en España
La energía nuclear fue la segunda fuente de generación de energía eléctrica de España en 2021, con un 20,6 % de la producción, por detrás de la eólica (23,3 %). En España hay cinco centrales nucleares de segunda generación en activo con un total de siete reactores: Almaraz I y II, Ascó I y II, Cofrentes, Trillo I y Vandellós II. Además, hay un reactor desconectado: Garoña, y dos en desmantelamiento: Vandellós I y José Cabrera-Zorita. Existe una fábrica de combustible nuclear en Juzbado, Salamanca y un centro de almacenamiento de residuos radiactivos de baja y media actividad en Hornachuelos, Córdoba. Además, hay un proyecto de construcción de Almacén Temporal Centralizado (ATC) en Villar de Cañas, Cuenca para los de mayor radioactividad.
Hasta febrero de 2011 existió una moratoria por la que no se contemplaba la construcción de nuevas centrales, pero en esa fecha se aprobó en el Senado la Ley de Economía Sostenible por la que se permite la ampliación del periodo de vida útil de las centrales nucleares más allá de los 40 años si lo autoriza el Consejo de Seguridad Nuclear (CSN).
El desarrollo nuclear español comenzó durante el régimen franquista tras la Segunda Guerra Mundial, de manera independiente (acorde con las políticas autárquicas de la época). Aunque oficialmente se trataba de un programa de uso civil, existía la intención secreta de su aplicación militar. No obstante, y aunque se hicieron notables progresos, no fue hasta la apertura del régimen en la década de 1950 cuando se pudo proyectar la primera central. Este desarrollo precoz situó a España en la vanguardia de la aplicación de estas tecnologías, convirtiéndose en el primer país en desarrollo (en aquel momento) que explotaba comercialmente una central nuclear.
Sin embargo, se trata de un tipo de energía controvertida debido a diferentes aspectos: la seguridad de las centrales nucleares (se han producido en España incidentes de nivel 1, 2 y 3), los residuos radiactivos generados y la proliferación de armamento nuclear, y los grupos ecologistas se declaran mayoritariamente en contra (o más a favor de otros tipos de energía, como las renovables). En cuanto a los partidos políticos, en los últimos años algunos han evolucionado a posiciones más favorables hacia esta, debido a algunas de sus características como la estabilidad de la generación energética y a nuevas preocupaciones como el cambio climático.

## Historia
Se puede afirmar que el padre de la energía nuclear en España fue José María Otero de Navascués, director del Laboratorio y Taller de Investigación del Estado Mayor de la Armada, y una de las personalidades científicas de mayor relieve en España durante los años posteriores a la Guerra Civil.
En diciembre de 1942, Enrico Fermi logró la primera reacción nuclear controlada. Pero el objetivo de ésta no era la producción de energía, sino la de crear armas atómicas. El lanzamiento de Little Boy y Fat Man en 1945 sobre las ciudades japonesas de Hiroshima y Nagasaki conmocionó al mundo, desvelando todo su potencial.

### Primeros años
Inmediatamente después, en 1945, el gobierno franquista de la época reservó en favor del Estado los yacimientos de uranio ante la presunción de la existencia de dichos minerales, declarándolos posteriormente de interés nacional. Tres años más tarde se formaba el primer embrión de investigación nuclear: la Junta de Investigaciones Atómicas, presidida por Otero de Navascués. Los primeros objetivos se orientaron a la formación del personal, al estudio de la explotación de los yacimientos de uranio, así como de las técnicas relacionadas con la extracción, metalurgia y física del mineral. Para conseguirlo, el primer paso que se dio fue acercarse a científicos italianos y alemanes.
Posteriormente, por el Decreto-Ley de 22 de octubre de 1951 se transformaría la Junta en Junta de Energía Nuclear (JEN), comenzando entonces la investigación sistemática de minerales radiactivos en España.

### Aplicación militar

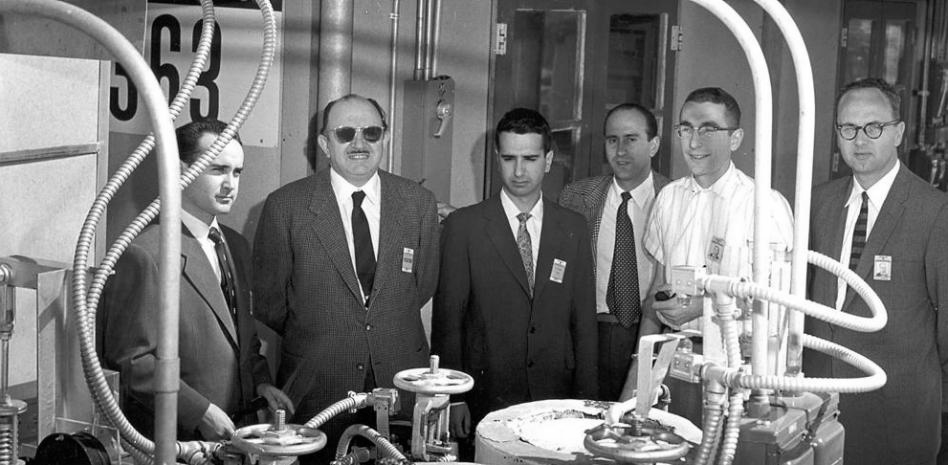
Francisco Oltra, José María Otero de Navascués, Guillermo Velarde, Javier Goicolea, Paul Barbour y Robert Loftness en la inauguración del Centro Nacional de Energía Nuclear Juan Vigón (ahora parte del CIEMAT), 27 de diciembre de 1958.

Aunque oficialmente el régimen defendía el uso civil de la energía nuclear, no hay que olvidar que, en aquella época, España era una dictadura aislada, por lo que existía una fuerte relación con la Defensa del país. Así, ya en 1963, Otero de Navascués (como presidente del JEN), encargó un estudio sobre las posibilidades reales de construir una bomba atómica sin alertar a la comunidad internacional. Como anécdota, el incidente de Palomares permitió a los técnicos españoles resolver algunas de sus dudas. Además, el Régimen siempre se negó a firmar el Tratado de No Proliferación Nuclear (que no sería ratificado hasta 1987). El primer documento oficial donde se reconocía la capacidad española para fabricar la bomba atómica data de 1967: una circular interna del Ministerio de Asuntos Exteriores a varias de sus embajadas en el extranjero. Al proyecto contribuyó significativamente el hecho de que se encontraran y se explotaran reservas propias de uranio.
En 1971, el Centro Superior de Estudios de la Defensa Nacional (CESEDEN), elaboró un informe confidencial en el que señalaba en sus conclusiones que «España podía poner en marcha con éxito la opción nuclear militar». Según este estudio, España podía dotarse rápidamente de su propio armamento nuclear utilizando las instalaciones de las que ya disponía. Indicaba la importancia de la central de Vandellós como fuente de plutonio, así como la posibilidad de realizar la primera prueba nuclear en el desierto del Sáhara Español.
Así, un informe top secret de la CIA de 1974 ya advertía de que «España es uno de los países de Europa merecedores de atención por su posible proliferación (de armas nucleares) en los próximos años. Tiene reservas propias de uranio de moderado tamaño, un extenso programa de desarrollo nuclear (tres reactores operativos, siete en construcción y otros 17 más en proyecto), y una planta piloto para enriquecimiento de uranio». La CIA aseguraba entonces que España, además de Irán, Egipto, Pakistán, Brasil y Corea del Sur necesitaban «al menos una década para desarrollar su programa de armas nucleares».
Efectivamente, en 1977 se anunció la creación de una planta de enriquecimiento de uranio. Sin embargo, debido a las fuertes presiones americanas, el 1 de abril de 1981, España acabó aceptando las condiciones impuestas por los norteamericanos y firmó un acuerdo de salvaguardias con la OIEA para someter estas instalaciones a verificación constante. Se terminaba así el proyecto de obtención de la bomba atómica.

### Uso civil

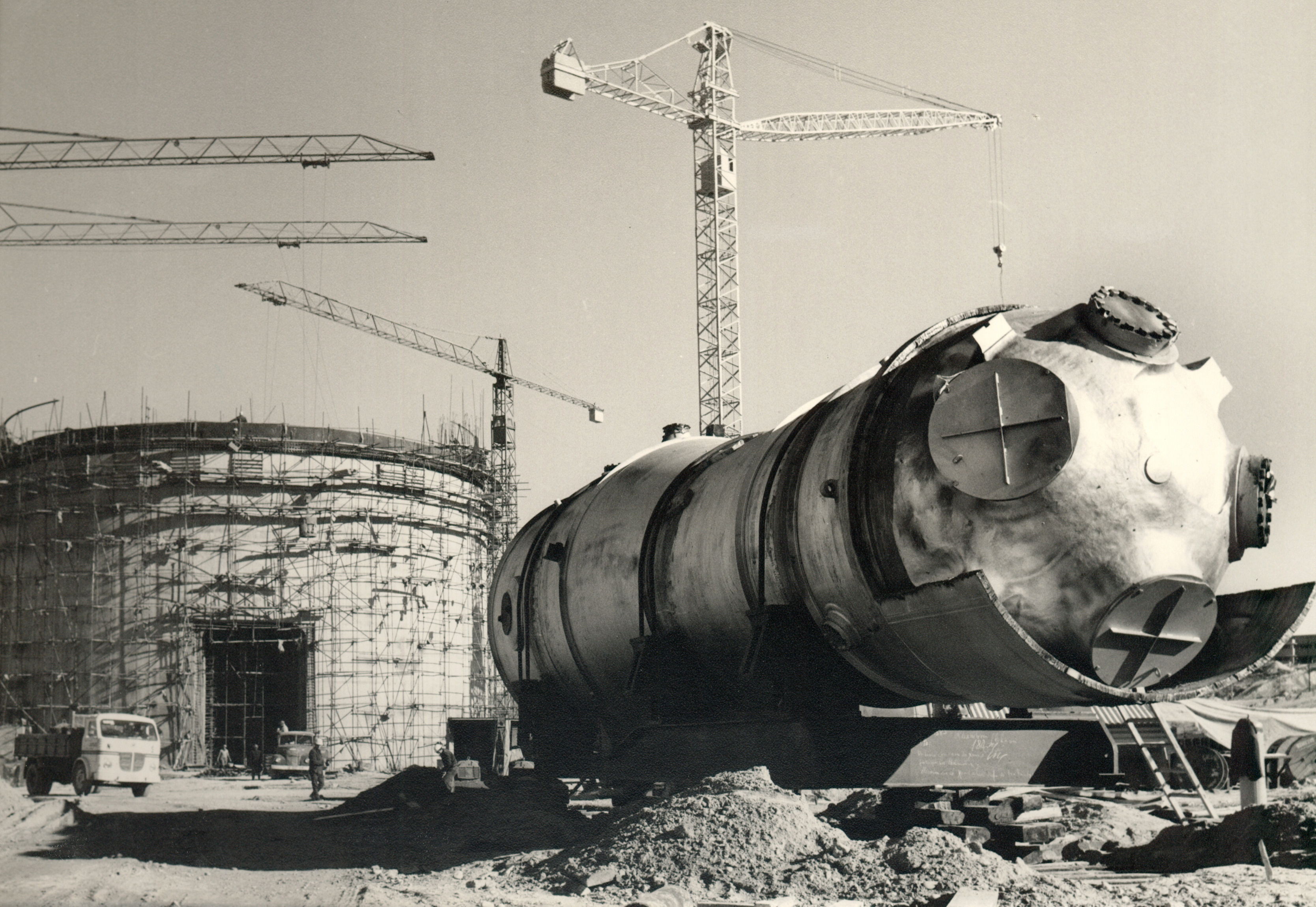
Llegada del Generador de Vapor a la Central Nuclear José Cabrera (también conocida como Zorita) en 1966. Fue la primera central nuclear construida en España y la primera en verter electricidad a la red en España, en 1969.

En 1953 se produjo un acontecimiento que permitió un salto cualitativo en las investigaciones: el presidente de los Estados Unidos Dwight D. Eisenhower pronunció su discurso Átomos para la Paz en el que expresaba su apoyo para el desarrollo de proyectos pacíficos de energía nuclear en los países aliados. Por supuesto, esta situación también beneficiaba a las empresas estadounidenses del sector, sin olvidar que la Unión Soviética también había logrado explotar la bomba H. Así, en 1955 España firmaba con Estados Unidos un acuerdo de cooperación nuclear, en virtud del cual España recibió su primer reactor (Zorita), así como uranio enriquecido.
La estructura nuclear industrial civil en España comenzó entonces a crearse en los años 60, con la decisión de ampliar el parque nuclear y construir las centrales de Garoña y Vandellós I (constituyendo la llamada Primera Generación); fuertemente impulsada desde la Administración por la JEN. En estos primeros proyectos los ingenieros y los constructores eran la misma entidad. La primera central construida, Zorita, se desconectó en 2006 y se encuentra en fase de desmantelamiento hasta 2015. Su construcción se inició en julio de 1965 y entró en operación comercial en agosto de 1969, sólo quince años después de que se construyera la primera central en el mundo (Óbninsk, en Rusia, en la antigua URSS).

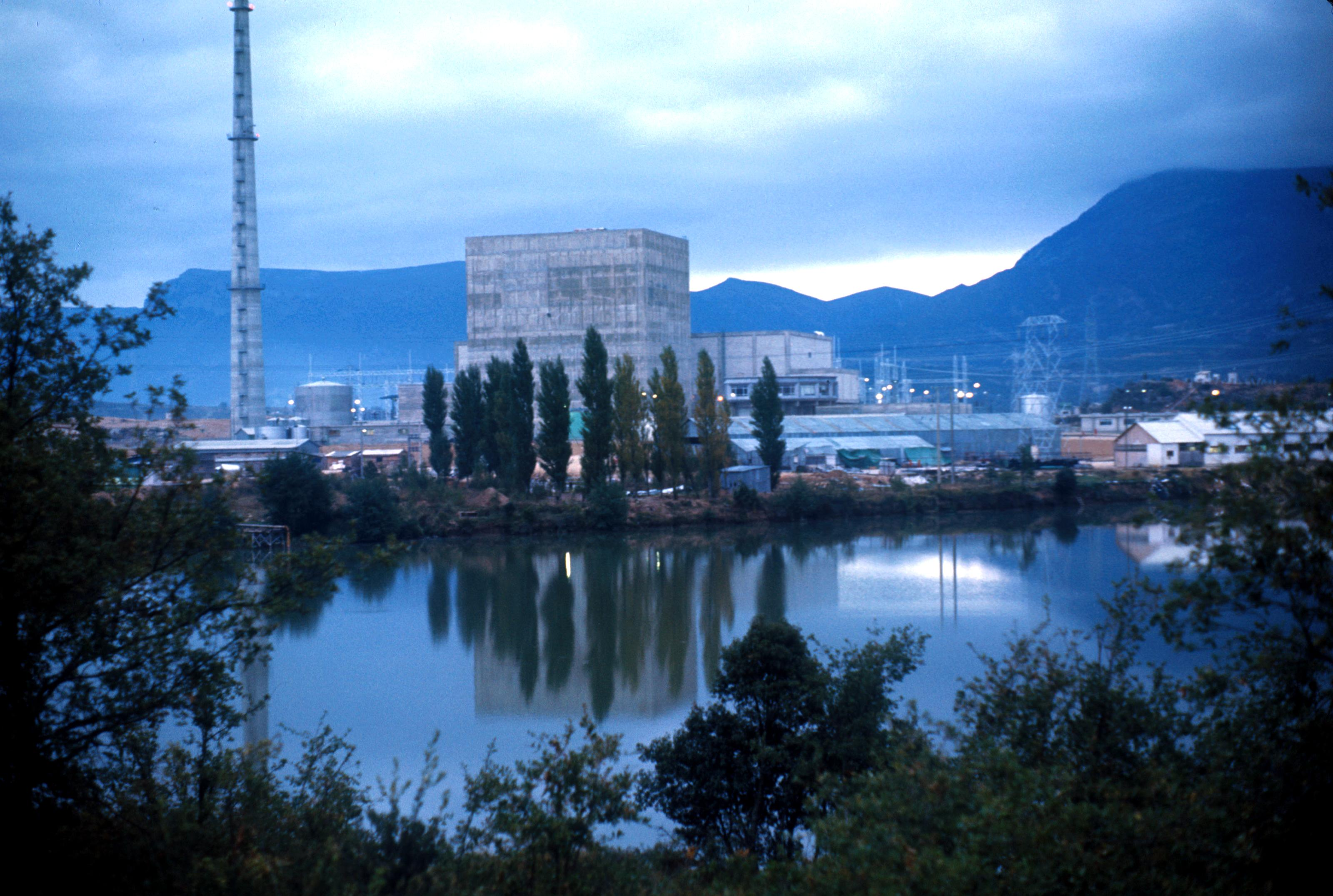
Central nuclear Santa María de Garoña, a principios de la década de 1970. Fue la segunda en entrar en servicio.

En la Segunda Generación de centrales tuvieron mayor protagonismo diversas empresas nacionales (Empresarios Agrupados, INITEC y ENSA): Almaraz I y II, Ascó I y II, Cofrentes.
La central nuclear de Lemóniz comenzó a construirse en 1972 y aunque el grupo I (de los dos de que constaba el proyecto) estaba terminado y únicamente estaba a falta de ser cargado con el combustible no llegó a ser puesta en funcionamiento, fue paralizada definitivamente por la moratoria nuclear aprobada por el gobierno español de Felipe González en 1984.
En 1974 se paralizó el proyecto de construcción de una central en Águilas, Cope, provincia de Murcia. Hubo bastante oposición vecinal y de ecologistas contrarios a su instalación. El 23 de febrero de 1974, el jefe de Protección Civil de la región presentó un escrito en el que alegaba que Marina de Cope era una zona de riesgo sísmico por lo que el proyecto fue definitivamente paralizado. Pasados 37 años, el 11 de mayo de 2011, se produjo —a 20 kilómetros del lugar previsto para la ubicación de la central— el terremoto de Lorca de 2011 suceso que confirmaría dramáticamente el riesgo sísmico de la zona.
A pesar de estos 'contratiempos' las empresas españolas se fueron incorporando a las tecnologías nucleares, consolidándose en la década de los 80 durante la construcción de las centrales de Tercera Generación (Vandellós II y Trillo), con la construcción de fábricas, tanto de equipos como de combustible, así como de servicios especializados. En 1985 se creaba asimismo la Empresa Nacional de Residuos Radiactivos (ENRESA), encargada de su gestión.
Mientras que las centrales de la Primera generación fueron construidas principalmente por empresas extranjeras (con la colaboración de empresas españolas de ingeniería, construcción y montaje, así como fabricantes de equipos, sobre todo eléctricos), se pasó de una participación del 43 % total, a un 75 % en las de segunda generación, y finalmente a un 85 % en las centrales de tercera.

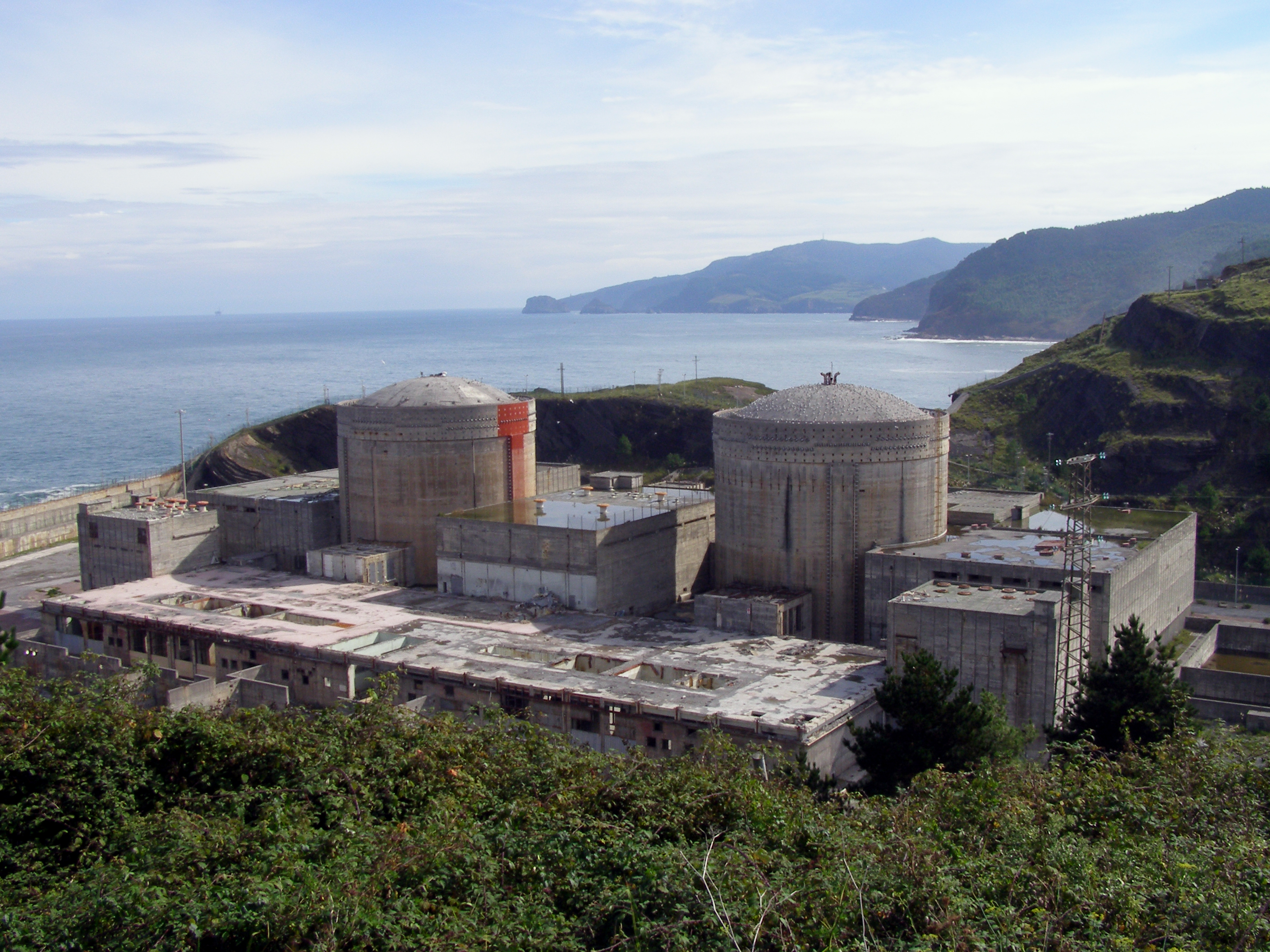
Vista de la Central nuclear de Lemóniz.
A pesar de la dura oposición por parte de ecologistas, vecinos y ETA (sufriendo varios atentados), se logró terminar de construir, aunque finalmente no entró en funcionamiento debido a la adopción de la moratoria nuclear de 1984.

Sin embargo, en 1983 tras la llegada al poder del PSOE se suspendieron los ambiciosos programas de energía nuclear, promesa electoral que figuraba en su programa para las elecciones de 1982. La moratoria se aprobaría finalmente en 1984 (dos años antes por lo tanto del accidente de Chernóbil), e incluía una compensación económica anual a las empresas energéticas de unos 65 millones de euros anuales pagada vía tarifa eléctrica, saldada finalmente en 2015.
Aun así, el Gobierno no renunció del todo a la energía nuclear, ya que en 1986, recién entrada España en la Comunidad Económica Europea, quiso formar parte de un proyecto comunitario para el estudio de diferentes materiales geológicos de cara a determinar cuáles son los más adecuados para el emplazamiento de futuros almacenes de residuos nucleares. El lugar elegido para el laboratorio experimental español fue la presa de Aldeadávila, pero la presión social de la región fue muy dura e implicó el uso de explosivos y hasta el secuestro del entonces vicepresidente segundo de la Diputación de Salamanca, lo que llevó a que en octubre de 1987 el proyecto IPES (Instalación Piloto Experimental Subterránea) fuera suspendido. En octubre de 1989 se producía el incidente más grave en una central nuclear en España, en la central de Vandellós I, que obligaría a la postre a su cierre, siendo retirada la licencia de explotación por el gobierno.
En 1992 se aprobó el Plan Energético Nacional 1991—2000, manteniéndose la moratoria nuclear, pero en el que se potenciaba la investigación en esta tecnología y en el que se resaltaba la contribución de este tipo de energía en la garantía del suministro. Así, en 1991 se paralizaron, siendo posteriormente suspendidas (1994), las obras de cinco centrales nucleares proyectadas: Lemoniz I y II, perteneciente a la segunda generación; y las centrales de Valdecaballeros I y II y Trillo II, de la Tercera. Las pérdidas alcanzarían los 729 000 millones de pesetas dadas las grandes inversiones que habían tenido que realizar las empresas eléctricas.
La capacidad de energía nuclear ha aumentado desde entonces mediante mejoras en los reactores ya construidos.

## Agentes nucleares
Además de las empresas que gestionan las centrales y las que proveen diferentes bienes y servicios a éstas, cabe destacar:
- ENUSA: Enusa Industrias Avanzadas, S.A. se creó en 1972 con el nombre de Empresa Nacional del Uranio, S.A. (ENUSA), mediante una iniciativa que pretendía impulsar la importancia del componente nuclear en el desarrollo energético español. Durante más de 25 años explotó una mina de uranio en Saelices el Chico (Salamanca) que desde 2001 se encuentra cerrada[37] y recuperada;[38] sin embargo, en 2010 la sociedad australiana Berkeley Resources ha mostrado su interés por reabrir la mina, realizando prospecciones.[39]

- ENRESA: la Empresa Nacional de Residuos Radiactivos, S.A. (ENRESA) es una empresa pública constituida en 1985 para dar solución de forma unificada a la gestión de los residuos radiactivos producidos en España.
- Consejo de Seguridad Nuclear: institución independiente de la Administración encargada de controlar el efecto de las radiaciones ionizantes sobre los trabajadores, el medio ambiente y la población, y la seguridad de instalaciones nucleares y radiactivas.

## Instalaciones nucleares

### Centrales

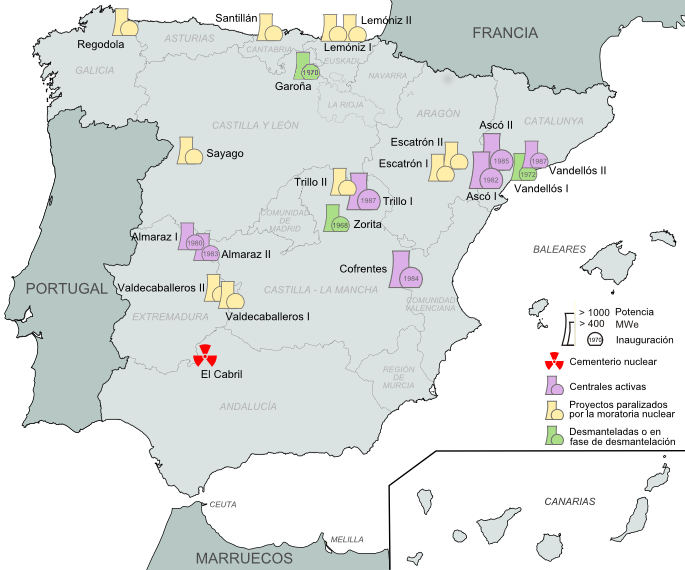
Las centrales nucleares en España

Las centrales españolas están participadas, en diferentes proporciones según cada central, por las empresas privadas siguientes: Nuclenor, Endesa, Naturgy, Iberdrola y HC Energía, habiendo ocupado algunas de ellas puestos delanteros en clasificaciones internacionales de las mejores centrales nucleares.
A fecha actual 2025, se encuentran operativas y conectadas a la red cinco centrales nucleares, con siete reactores en total. La potencia total disponible es de 7400 MW.
| Central   | Reactor            | Inicio | Fin                     | Potencia |
| Almaraz   | Almaraz I — PWR    | 1983   | 1 de noviembre de 2027  | 1049 MW  |
| Almaraz   | Almaraz II — PWR   | 1984   | 31 de octubre de 2028   | 1044 MW  |
| Ascó      | Ascó I — PWR       | 1984   | Final de 2030           | 1033 MW  |
| Ascó      | Ascó II — PWR      | 1986   | Final de 2031           | 1027 MW  |
| Cofrentes | BWR-6              | 1984   | 30 de noviembre de 2030 | 1092 MW  |
| Vandellós | Vandellós II — PWR | 1988   | 2030 prorrogable a 2034 | 1087 MW  |
| Trillo    | PWR                | 1988   | Noviembre de 2034       | 1067 MW  |
| Total     | 7 reactores        | —      | —                       | 7400 MW  |

Actualmente hay tres reactores nucleares que están desconectados. Mientras que el cese de actividad de la central de Zorita se debió a su antigüedad, el cierre de Vandellós I se produjo tras la retirada de la licencia por parte del gobierno, como consecuencia del suceso ocurrido en octubre de 1989 —un incendio en la sala de turbinas—, que fue calificado de nivel 3 (incidente importante) en la Escala Internacional de Accidentes Nucleares, tratándose del accidente más grave en la historia nuclear española.
| Central               | Reactor           | Inicio | Fin  | Potencia | Estado                                                    |
| José Cabrera-Zorita   | PWR               | 1969   | 2006 | 160 MW   | Desmontaje                                                |
| Santa María de Garoña | BWR               | 1971   | 2012 | 466 MW   | Cese definitivo de explotación por expiración de licencia |
| Vandellós             | Vandellós I — GCR | 1972   | 1989 | 480 MW   | Periodo de latencia (hasta 2028)                          |

En total ha habido diez reactores nucleares en España repartidos en siete centrales nucleares.
Potencia instalada y producción eléctrica con nuclear (1990-2022)
| Porcentaje de cobertura de la generación de electricidad por energía nuclear en España |
|                                                                                        |
| Fuente: Red Eléctrica de España                                                        |

### Aprovisionamiento de uranio
Desde 1959 hasta 1981 estuvo operativa la fábrica de uranio de Andújar (FUA) situada en el término municipal de Andújar (Jaén). Esta instalación está clasificada como instalación radiactiva de 1.ª categoría. Entre 1991 y 1995 se desarrollaron los trabajos de desmantelamiento ejecutados por ENRESA. Desde 1995 dio comienzo el denominado período de cumplimiento, establecido inicialmente en diez años, para verificar que los parámetros de idoneidad de las actuaciones de restauración y acondicionamiento ejecutadas, se comportan según lo previsto. Transcurridos los diez años del periodo de cumplimiento, no se han alcanzado aún los valores previstos, el emplazamiento continúa en periodo de cumplimiento.
Desde 1972 hasta 2001 existió una mina de uranio en Saelices el Chico, en Salamanca. Sin embargo, ésta fue cerrada porque la explotación ya no era rentable.
En 2009 el uranio importado procedía de Rusia (45 %), Australia (22 %), Níger (20 %), Kazajistán (6 %), Canadá (5 %), entre los más importantes. El uranio después es ensamblado en la fábrica de elementos combustibles de ENUSA en Juzbado (Salamanca). La fábrica de elementos combustibles está en operación desde 1985. En esta fábrica se montan elementos combustibles de tipo PWR y BWR. En 2017 fabricó 286,11 toneladas de uranio, de las cuales el 57 % se exportaron a Alemania, Bélgica, Francia y Estados Unidos.

### Residuos
De los residuos radiactivos producidos en España, el 95 % son de baja y media actividad y el otro 5 % (160 toneladas anuales) de alta.

#### Alta actividad

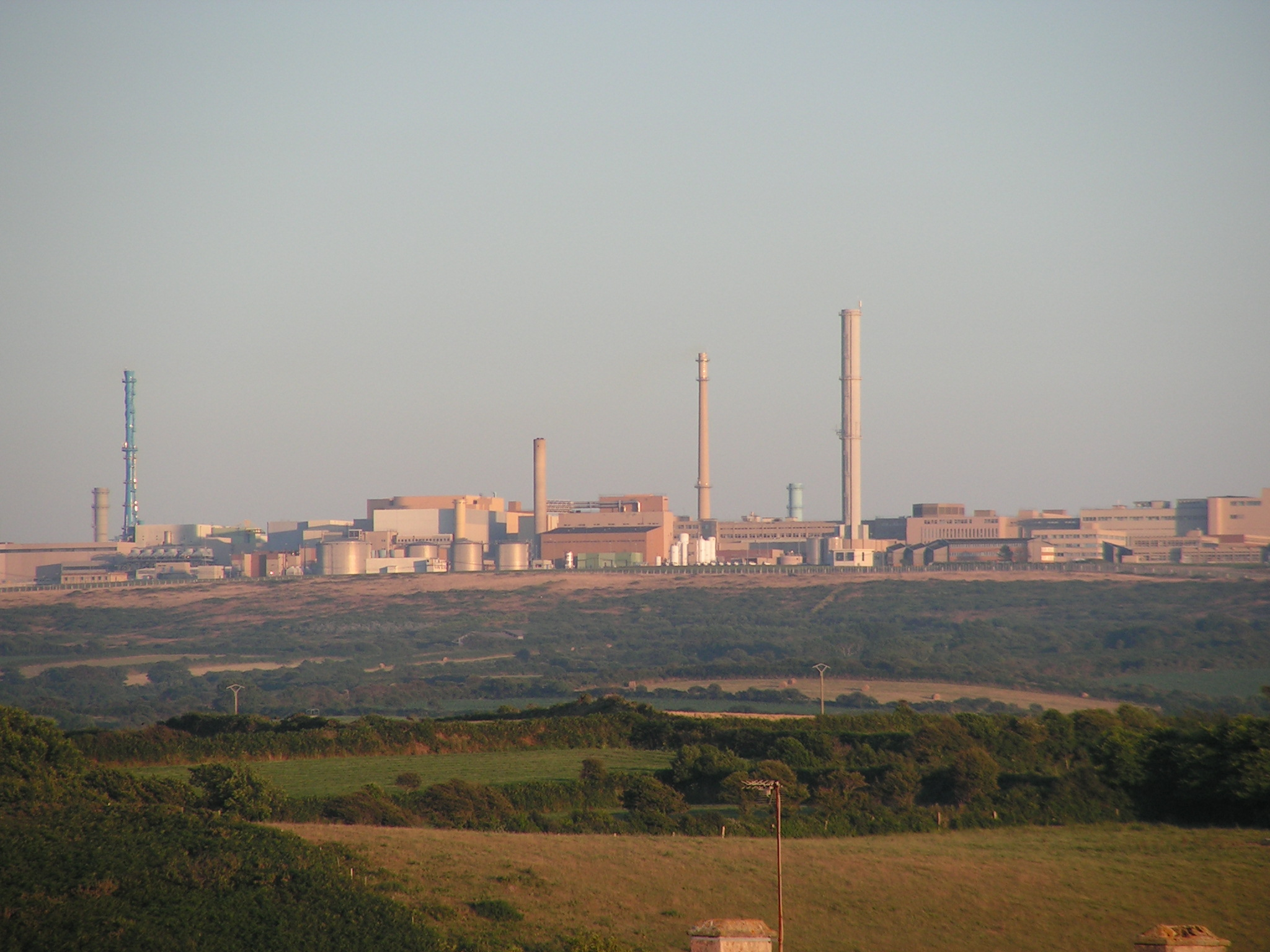
Centro de reprocesado de La Hague, en Beaumont-Hague (Francia), donde se envían buena parte de los residuos de alta actividad generados en España.

No existe ningún almacén de residuos de alta actividad en España, por lo que durante la actividad normal de las centrales nucleares este tipo de residuos se almacenan temporalmente en piscinas situadas en sus propias instalaciones, debiendo ser trasladados a almacenes de otros países cuando las centrales son desmanteladas.
Concretamente tiene alquilado almacenamiento de residuos en Reino Unido, que deberían haber vuelto a España a finales de 2010; y en Francia, que deberían haberlo hecho en 2011. Al no poder asumir España el retorno de estos residuos por no disponer de un lugar apropiado, se aplican penalizaciones de hasta 60 000 € diarios, que serán devueltas una vez los residuos sean retornados a España. Por ello, el gobierno de España aprobó por unanimidad en 2004 el sexto Plan General de Residuos Radiactivos de España, que contemplaba la construcción de un Almacén temporal de residuos de alta actividad Centralizado.
Así, en 2009 el gobierno elaboró un proyecto para crear el almacén temporal centralizado de residuos de alta actividad en algún municipio español, siendo elegido en 2011 el municipio de Villar de Cañas de la provincia de Cuenca, para albergarlo.
Este proyecto será una instalación en superficie diseñada para guardar en seco hasta 12 816 m³ de residuos. El aislamiento de estos se realizará mediante tres barreras. Una cápsula de acero inoxidable, un tubo de almacenamiento de acero inoxidable y una estructura de hormigón de casi dos metros de espesor, siendo el conjunto impenetrable por las radiaciones.

#### Muy baja, baja y media actividad
Desde 1986, los residuos de baja y media actividad se almacenan en un centro de almacenamiento de ENRESA en El Cabril (Córdoba). A fecha de 2017, está ocupada el 76,07 % de su capacidad total para residuos de baja y media actividad. Se estima que tenga capacidad hasta cerca de 2030.
Desde 2008 el centro de El Cabril almacena también residuos de muy baja actividad. A fecha de 2017, está ocupada el 10,19 % de su capacidad total para residuos de muy baja actividad.

## Seguridad nuclear, accidentes e incidentes

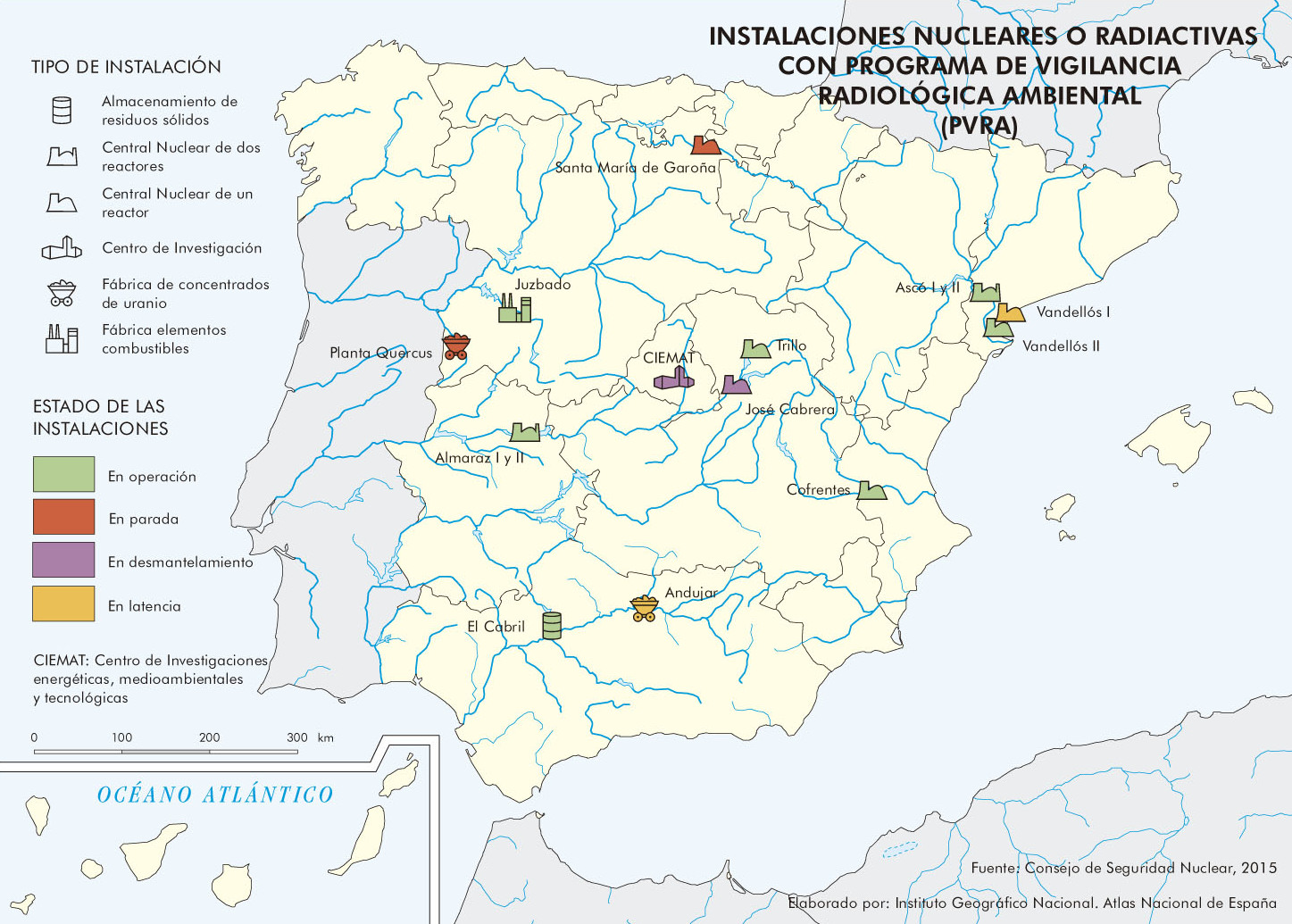
Instalaciones nucleares o radiactivas con programa de vigilancia radiológica ambiental (PVRA) en España 2015.

Existe una escala internacional para medir los eventos nucleares: la Escala Internacional de Accidentes Nucleares (INES). Así, para que un evento se considere accidente nuclear debe producirse al menos una muerte por radiación, por lo que un accidente es una situación muy grave. Se define «incidente nuclear» como aquellos acontecimientos de menor magnitud que implican proximidad al lugar del accidente y de escasa trascendencia (si alguna) fuera del emplazamiento de la instalación.

### Incidente en Vandellòs I

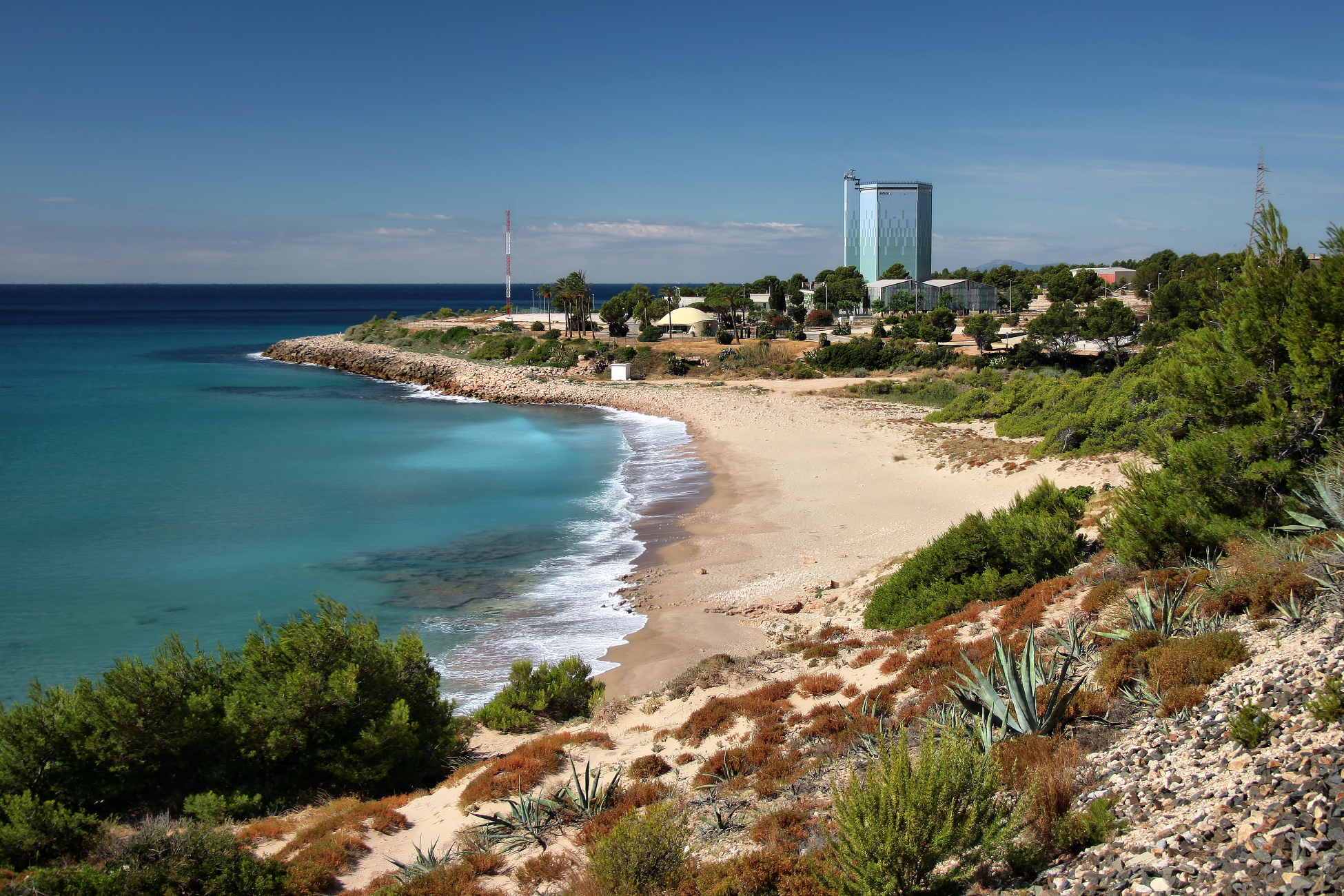
Central nuclear de Vandellós. En la imagen puede verse el cajón que aísla los restos de la central nuclear de Vandellós I del exterior tras su incidente y desmantelamiento. Imagen del año 2013.

Por suerte en España no se ha producido ningún accidente nuclear. (Aunque aquí pone eso sí hubo al menos uno el 7 de noviembre de 1970, en Madrid aunque la contaminación via Manzanares, Jarama y Tajo llegó a Lisboa se ocultohttps://www.abc.es/espana/madrid/abci-accidente-nuclear-madrid-vertidos-radiactivos-manzanares-llegaron-lisboa-201604251838_noticia.html?fbclid=IwY2xjawKH6lZleHRuA2FlbQIxMQABHiEOnFwjDXZgN3AFaytdolTvp0GjFk-Kpi64ACF7_hQT2MM8CqRVbKeXnX6o_aem_Q02Okatn5yJOlMkJ3tzpyA&ref=https%3A%2F%2Fwww.abc.es%2Fespana%2Fmadrid%2Fabci-accidente-nuclear-madrid-vertidos-radiactivos-manzanares-llegaron-lisboa-201604251838_noticia.html%3Ffbclid%3DIwY2xjawKH6lZleHRuA2FlbQIxMQABHiEOnFwjDXZgN3AFaytdolTvp0GjFk-Kpi64ACF7_hQT2MM8CqRVbKeXnX6o_aem_Q02Okatn5yJOlMkJ3tzpyA ) más grave (nivel 3 en la escala INES, «incidente importante») se produjo en la central nuclear de Vandellós I en 1989, cuando la sala de turbinas se incendió. El elevado coste de las medidas exigidas por el organismo regulador español (CSN) para corregir las irregularidades detectadas hicieron que la empresa explotadora decidiera su cierre definitivo.

### Incidentes en la Central de Ascó
Más recientemente, en 2004 y 2007 se produjeron varios escapes radioactivos en las centrales gestionadas por la Asociación Nuclear Ascó-Vandellós (ANAV). El incidente de 2004 en la central de Vandellós-2 fue calificado por el CSN como el más grave después del accidente de Vandellós-1 y afectó al sistema de refrigeración del núcleo del reactor (incidente de nivel 2). Además, la empresa trató de ocultar el suceso: durante la investigación del primer incidente en el Congreso de los Diputados el CSN reconoció que ANAV priorizó sus intereses económicos a la seguridad manteniendo la central funcionando en condiciones de «seguridad degradada». Finalmente ANAV sería sancionada en el año 2006.
Durante el invierno de 2007-08 fueron liberadas partículas radioactivas en la central de Ascó-1. De nuevo, ANAV no informó a la opinión pública sino varios meses después, tras la denuncia de Greenpeace (alertada al respecto por algunos trabajadores). En mayo de 2009 el incidente de fuga de partículas radiactivas del 2007-2008 se tradujo en la imposición de una multa de 15,3 millones de euros por parte del Ministerio de Industria y actualmente (febrero de 2011) el caso se encuentra en la vía penal. La asociación ecologista denunciaba asimismo que no se trata de sucesos aislados, sino que existe un rosario de incidentes en las centrales debido a una falta de cultura de la seguridad.

### Santa María de Garoña
Tan sólo en el año 2008 se notificaron al CSN siete sucesos. Entre dichos sucesos, seis fueron clasificados como nivel 0 en la Escala Internacional de Sucesos Nucleares (INES) y uno como nivel 1. (seguidos de ocho sucesos en el 2009 y otros cinco en el 2010, todos ellos de nivel 0, «Ninguna importancia para la seguridad»).
Por otro lado, para la refrigeración de la central se empleaban las aguas del río Ebro, produciéndose un aumento de su temperatura de más de 10 grados, lo que provocaba enormes problemas de eutrofización y alteración en el río, a pesar de que la autorización otorgada a Nuclenor por la Confederación Hidrográfica del Ebro especificaba que «en el río —Ebro— el máximo incremento admisible para la temperatura tras la zona de dispersión térmica, respecto a la temperatura aguas arriba, será en cualquier caso de 3 grados».

### Incidentes en la Central de Vandellós II
El 1 de junio de 2007 los problemas de corrosión detectados (agosto de 2004) en el sistema de refrigeración de Vandellós II fueron clasificados como incidente de nivel 2, siendo la central sancionada con 1,6 millones de euros.
El 24 de agosto de 2008 se produjo un incendio en el edificio de turbinas debido a un fallo en el interruptor de generación del turboalternador que produjo la parada automática del reactor y por tanto su desconexión de la red. Al no provocar ninguna consecuencia radiológica y los sistemas de seguridad haber actuado correctamente se categorizó el suceso como de nivel 0.

### Central de Cofrentes
Cofrentes ha notificado al Consejo de Seguridad Nuclear (CSN) una media de 10 sucesos anuales en la década 2000-2010. Asimismo, en los noventa, registró tres de nivel 1, que se califican de 'anomalías'.

## Vulnerabilidad frente a ataques terroristas
En España los servicios de información antiterrorista —CNI, Policía Nacional y Guardia Civil— han advertido en varias ocasiones de la vulnerabilidad de las centrales nucleares ante un ataque terrorista. El reforzamiento de la seguridad supone un incremento de los costes tanto para las empresas —responsables de la seguridad interior de las centrales— como para el presupuesto del país —que debe vigilar el espacio aéreo, los accesos, etc., y poder responder de manera eficiente ante un posible ataque—.

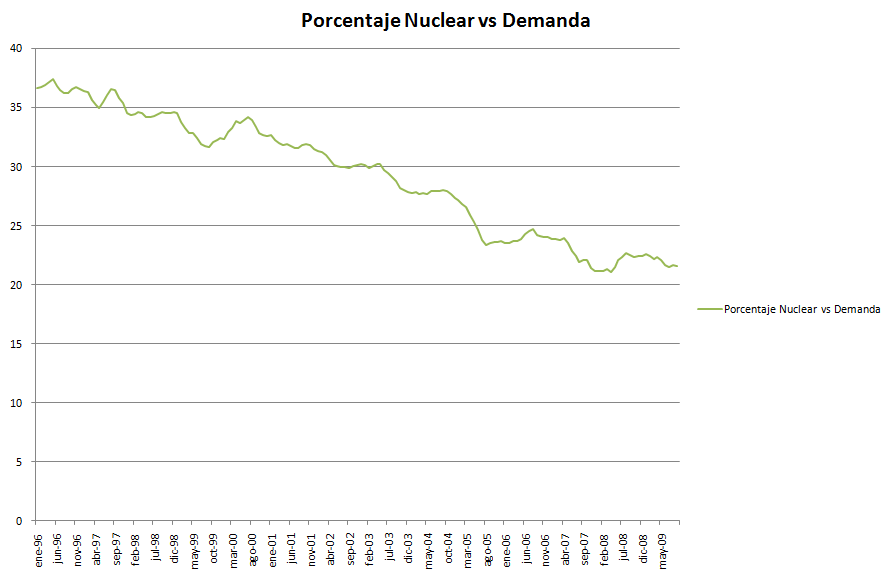
Porcentaje de Energía Nuclear sobre la demanda eléctrica en España (1996-2009).

## La energía nuclear en el sistema energético español
Las 6 centrales nucleares españolas han visto su participación en la cobertura de la demanda mermada progresivamente debido al crecimiento constante de esta en las últimas décadas y su estabilización debido a la moratoria nuclear de los años 80, pasando del 35 % en 1996 a menos del 20 % en el año 2009.
En condiciones normales, las centrales nucleares funcionan siempre a potencia nominal. Por lo tanto, ante un valle de demanda (o un pico de producción), serán otros los sistemas que serán desconectados para no tener un exceso de generación en un momento dado. Por ejemplo, bajar las térmicas o desconectar los generadores eólicos.

## Industria nuclear española
Durante la década de los años 80, coincidiendo con la construcción de la Tercera Generación de centrales, se produjo el momento de máxima actividad de la industria nuclear en España, proporcionando empleo a más de 20 000 personas, entre ellas más de 5000 técnicos de alta cualificación. Además, habría que añadir aproximadamente 20 000 personas más de empleo indirecto, en múltiples empresas suministradoras de bienes y servicios. Toda esta actividad implicó un importante esfuerzo de asimilación de tecnología y de formación en técnicos y especialistas, que dio como resultado unas cifras muy altas de participación nacional en la construcción de las centrales nucleares, pasando de un 43 % total en las centrales de primera generación a un 75 % en las de segunda y a un 85 % en las centrales de tercera generación.
Según la presidenta de Foro Nuclear, en 2008 30 000 personas trabajaban en el sector nuclear en España de forma directa e indirecta, y si se decidieran abordar nuevos proyectos nucleares, la industria nacional afrontaría el 80 % de los programas de construcción.

## Posición respecto de la energía nuclear

### Encuestas
Aunque en España se han realizado bastantes encuestas de opinión pública (40 hasta 2015), hay poca consistencia entre ellas en términos de diseño, de objetivos específicos y de muestreo, lo cual limita mucho las posibilidades de hacer comparaciones históricas fiables. La primera vez que la población española fue preguntada sobre sus actitudes hacia la energía nuclear fue en 1975, todavía durante el franquismo. La mayoría de los enquestados (un 45 %) expresaba su indiferencia hacia esta fuente energética; un 20 % se posicionaba a favor y un 35 % en contra. En 1988 (la primera tras el accidente de Chernóbil) más de un 35 % de la muestra todavía no sabía qué era la energía nuclear y solo el 17 % consideraba aceptables los riesgos nucleares. Chernóbil se identificaba como la peor catástrofe nuclear, y vivir en las cercanías de una central nuclear o trabajar en una mina de uranio se consideraban las actividades más peligrosas, y casi la mitad de la población española (47 %) percibía los riesgos nucleares como inaceptables (en Europa el porcentaje era del 51 %). En los últimos años, las encuestas siguen indicando un cierto rechazo y una profunda preocupación en la utilización de este tipo de energía; o al menos la preferencia de alternativas.
- CIS (abril de 2000)[79]
Datos de opinión sobre la percepción de la energía nuclear en España, en los que se pone de manifiesto la preocupación de la sociedad por los residuos radioactivos y la seguridad de las centrales.

- Comisión Europea (octubre-noviembre de 2005)[80]
En España el porcentaje de población favorable a la construcción de nuevas nucleares se reduce al 4 %, el 50 % de la población apuesta por el desarrollo de la energía solar y la segunda opción energética favorecida es la energía eólica con el 28 %. Las nuevas tecnologías energéticas son apoyadas por el 27 %. En la Unión Europea, la media se sitúa en el 12 % de personas favorables a la construcción de nuevas centrales.

- CIS (marzo de 2007)[81]
¿Cuál cree que plantea más riesgos para la salud humana? Energía nuclear (primera respuesta): 58,2 %.
¿Y cuál es la que más perjudica el medio ambiente? Energía nuclear (primera respuesta): 38,1 %.

- CIS (noviembre de 2007)[82]
De las ocho fuentes de energía utilizadas en nuestro país [España] en mayor o menor medida, que figuran en esta tarjeta, ¿cuál cree Ud. que se debería utilizar menos en primer lugar?  La energía nuclear en cabeza, con el 40,3 % de las respuestas.

Según los datos del Eurobarómetro de 2005 y 2008, existe una cierta progresión en cuanto a la aceptación de la energía nuclear en España, aunque se mantiene aún en porcentajes claramente minoritarios, pasando del 16 al 24 %.
No existen encuestas oficiales del CIS o del Eurobarómetro post-Fukushima (11 de marzo de 2011).
- Sondeo-flash elaborado por Metroscopia para EL PAÍS. Realizado entre el 14 y el 16 de marzo de 2011[83]

- ¿España debe abandonar la energía nuclear? el 49 % se muestra de acuerdo, y el 46 %, en contra.
- ¿Cree que las nucleares presentan más ventajas que inconvenientes? 46 % si, 43 % no.
- ¿Considera «inevitable» la utilización de la energía nuclear, aunque no sea la mejor solución? 54 % si, 42 % no.
- El 57 % de los encuestados cree que son «muy» o «bastante» seguras, sin embargo, el 74 % rechaza abiertamente que se instale una central en su municipio y el 70 % en su provincia.
- 96 % de los españoles cree necesario revisar las medidas de seguridad de las centrales nucleares españolas.
- CIS (mayo de 2011 - después del accidente de Fukushima)[77]

- «Los riesgos de la energía nuclear, como fuente de energía, superan los beneficios». (52 %)
- «Los beneficios de la energía nuclear, como fuente de energía, superan los riesgos». (32 %)
- SIGMA DOS (abril 2025)[84]

Según El PaneldeSigma Dos para EL MUNDO, el 67, 8% de los españoles -prácticamente siete de cada 10- no apoyaría al cierre de las nucleares si ello implicara un mayor coste para sus bolsillos en la factura de la luz. Casi la mitad de los encuestados -un 47,7%- se define como «partidario de la energía nuclear», pero con una fractura entre hombres y mujeres. Ellos la apoyan mayoritariamente (57,3%) mientras que ellas la rechazan (43,2%). En cuanto a recuerdo de voto, el respaldo es masivo entre los electores de Vox (74,9%) y PP (69%) mientras que en el extremo opuesto, entre los de Sumar apenas alcanza el 18%.

### Partidos políticos
- PSOE: Desde la aprobación en 1984 de la moratoria nuclear por parte del gobierno de Felipe González, la posición oficial del partido ha sido de mantener las centrales en funcionamiento, sin construir nuevas. En el programa electoral para las elecciones de 2008 el PSOE prometió además cerrarlas según alcanzaran el final de su vida útil. Además de seguir incentivando la investigación en energías renovables.[85] Sin embargo, en febrero de 2011, el PSOE votó a favor de una enmienda en el Senado a la Ley de Economía Sostenible propuesta por CiU en la que se amplía el periodo de vida útil de las centrales nucleares más allá de los 40 años si lo autoriza el Consejo de Seguridad Nuclear (CSN).[7] Desde 2018 la posición del PSOE está definida en el "desmantelamiento ordenado y progresivo de las centrales nucleares"[86]

- PP: Oficialmente, expresan que: «nos comprometemos a mantener un mix energético equilibrado y competitivo, sin renunciar a ninguna fuente de producción de energía»[87] sin rechazar la energía nuclear, y proponiendo reabrir el debate.[88] Por ello se opusieron fuertemente al cierre de la Central de Garoña, decidida en 2009 y prevista para 2013. Además, aseguran que el Gobierno actúa contra la energía nuclear en función de sus intereses ideológicos o que sus decisiones al respecto son inmaduras e irresponsables, y han pedido debates sosegados sobre estos temas, sin dejarse influir por situaciones o momentos que estuvieran ocurriendo.[89][90] Finalmente, Garoña se cerró tras una Orden Ministerial el día previsto, 6 de julio de 2013,[91] sin que la producción energética española se resintiera, se clausuró definitivamente en 2017 y en 2023 empezó su desmantelamiento.[92]

Entre el resto de partidos, mientras que CiU pidió asimismo que se reabriera el debate, el coordinador general de Izquierda Unida, Cayo Lara, a raíz de lo sucedido en Japón, se manifestó a favor del cierre de todas las centrales nucleares porque suponen un grave riesgo para la salud de las personas. Además, su programa electoral para las elecciones municipales de 2010 contenía la propuesta de prohibir el tránsito o el almacenamiento de material nuclear en los municipios, es decir, los cementerios nucleares. Podemos, PNV, BNG, PA, CHA, Bildu, CC ERC e ICV también se oponen a la energía nuclear. Tan sólo UPyD se declara claramente a favor: en el programa electoral del año 2008 expresaba que «UPyD se opone al mantenimiento de la moratoria nuclear porque da por cerrado un debate vivo e impide adoptar una decisión política sobre el futuro uso de la energía nuclear en España» y su grupo de Economía comentó que «esperábamos un Plan energético integral con un replanteamiento de la necesidad de seguir utilizando la energía nuclear» en respuesta a la Ley de Economía Sostenible del Gobierno.

### Organizaciones ecologistas

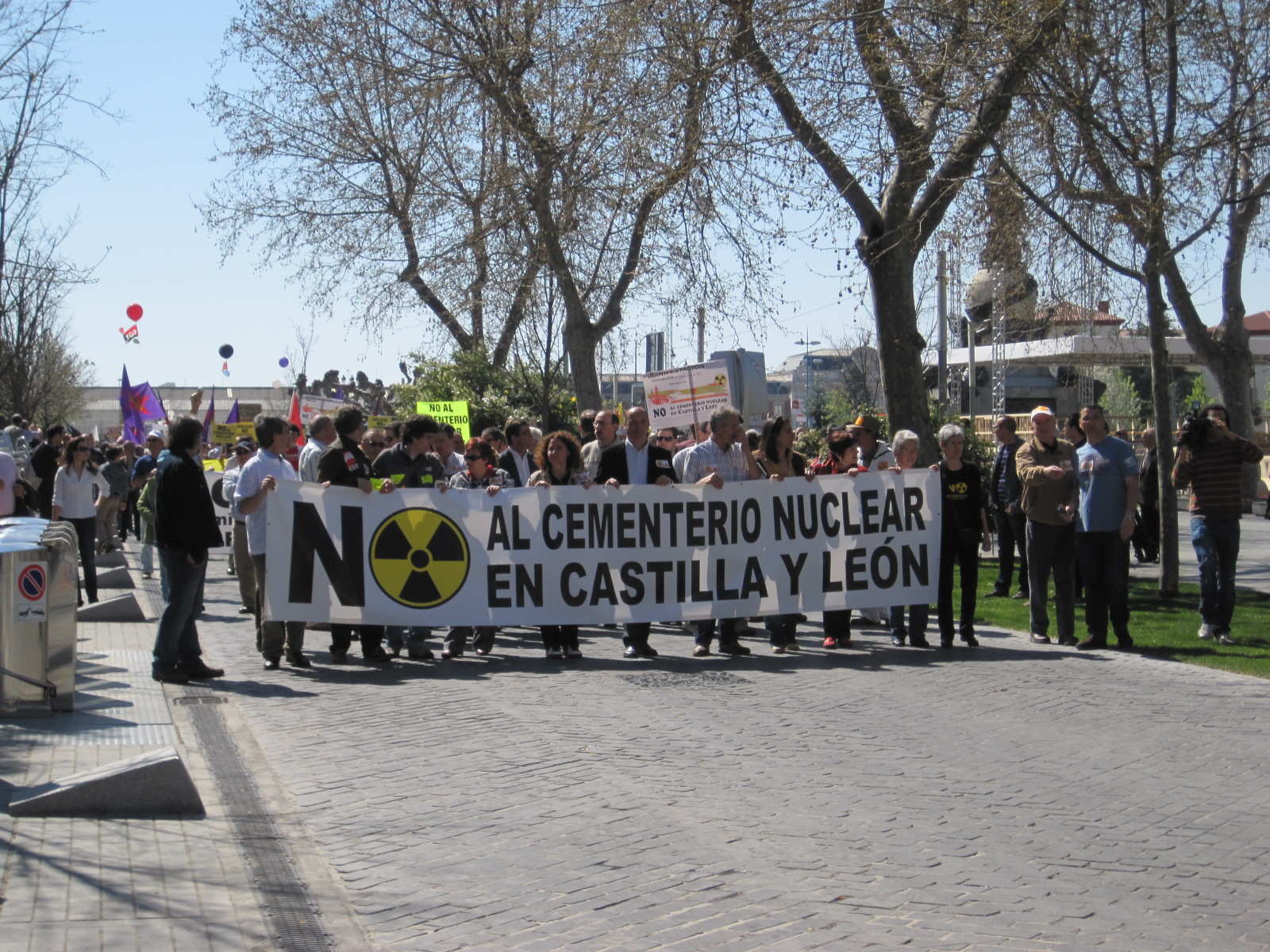
Cabecera de la manifestación anti cementerio nuclear celebrada en Valladolid el 11 de abril de 2010.

Todas las organizaciones ecologistas de ámbito estatal, como WWF/Adena, Greenpeace, Amigos de la Tierra, Ecologistas en Acción y SEO/BirdLife, defienden un calendario de cierre progresivo, pero urgente del parque nuclear español evolucionando hacia una producción de origen renovable, a pesar de que, según un informe del Instituto de Tecnología de Massachussets, la energía nuclear podría contribuir de forma importante a la reducción de emisiones de CO2.
Según un estudio del Instituto de Investigaciones Tecnológicas (IIT) de la Universidad Pontificia Comillas —encargado por Greenpeace—, las centrales nucleares serían un gran obstáculo para el despliegue a gran escala de las energías renovables.
Asimismo, la organización Ecologistas en Acción presentaba a principios de 2011 su Propuesta de generación eléctrica para 2020 informe en el que se destacaba la posibilidad técnica y económica de cerrar progresivamente las centrales nucleares (y de carbón) hasta 2020 si existe voluntad política. Se destaca que en la generación eléctrica existen alternativas mediante las energías renovables, no así como en otros sectores como el del transporte.
Además, achacan los episodios de hipotéticos problemas de seguridad principalmente al envejecimiento del parque español (25 años de media), la liberalización del mercado energético (que habría significado un descuido en favor de la búsqueda de mayores beneficios), y una falta de rigor del cumplimiento de sanciones por parte del Consejo de Seguridad Nuclear. Además, la organización Greenpeace explica los sucesivos incidentes de los últimos años en Vandellós y Ascó por una pésima cultura de la seguridad de ANAV, añadiendo que de esta manera no se dan las condiciones para que se renueve el permiso de explotación de sus centrales.
A partir del año 2009 (por la oposición a la instalación del Almacén Temporal Centralizado previsto por el Gobierno sin decidir antes el cierre de las centrales en territorio español) y 2011 (accidente de Fukushima) el movimiento antinuclear se ha visto fuertemente reactivado.